# Trần Thúc Tiển
Đại võ sư Trần Thúc Tiển (1911-1980) là học trò của võ sư Nguyễn Tế Công, sư tổ môn phái Vĩnh Xuân Việt Nam.
Là một trong những võ sư đạt tới trình độ nội công thâm hậu tuyệt đỉnh, Trần Thúc Tiển đã truyền dạy cho nhiều thế hệ học trò, phát triển môn phái Vĩnh Xuân Việt Nam. Vào những năm 60 thế kỷ 20, võ sư còn tham gia giúp huấn luyện cho một số cán bộ chiến sĩ của Bộ Công an, cũng như giao lưu, huấn luyện cho chiến sĩ đặc công của Quân đội nhân dân Việt Nam.
Những tinh hoa về quyền pháp và nội công của môn phái Vĩnh Xuân Việt Nam ngày nay vẫn được các con trai của cố võ sư Trần Thúc Tiển như võ sư Trần Sinh (Trần Thiết Côn), võ sư Trần Lê Hoài Ngọc và một số học trò tiếp tục gìn giữ, truyền dạy.
Ngày 9 tháng 4 năm 2016 tại Hà Nội, Hội Võ thuật Hà Nội tổ chức lễ vinh danh Cố đại võ sư cao cấp Trần Thúc Tiển, người đã "có những công lao đóng góp lớn cho sự nghiệp đào tạo môn sinh võ thuật, những người tham gia bảo vệ tổ quốc, cũng như đóng góp những tinh hoa cho nền võ thuật cổ truyền Việt Nam".